# Matilde Rodríguez Cabo
Matilde Rodríguez Cabo Guzmán (Las Palmas, San Luis Potosí, 17 de julio de 1902 - Ciudad de México, 8 de septiembre de 1967) fue una médica, psiquiatra, escritora, feminista, sufragista y activista mexicana a favor de los derechos de las mujeres.

## Vida y obra
Fue una de los tres hijos del terrateniente Ángel Rodríguez Cabo Forns y Nicolasa Guzmán. Junto a su familia, se trasladó a la Ciudad de México, donde cursó la primaria en la escuela “Protasio Tagle” de Coyoacán. A los 14 años, ingresó al Colegio Alemán, institución en la que estuvo de 1917 a 1921. Esa institución le otorgó el certificado hasta el quinto de preparatoria, que además le daba el derecho a ser aceptada en cualquier universidad de Alemania, Austria o Suiza. Al dominar completamente el idioma alemán, tradujo obras de psiquiatría alemana, incluyendo obras de Carl Gustav Jung, Sigmund Freud y Oskar Pfister. 
El 20 de enero de 1922, se inscribió a la Escuela Nacional de Medicina y concluyó la carrera en 1927. Presentó sus exámenes teórico y práctico los días 11 y 12 de mayo de 1928. En el Hospital Juárez, sustentó la prueba práctica. Defendió la tesis "Tonicidad gástrica y gastrotonometría" y fue aprobada por unanimidad de votos.
Egresó en 1929 de la facultad de medicina de la Universidad Nacional Autónoma de México y se especializó en psiquiatría en la Universidad Humboldt de Berlín entre 1929 y 1930.Al finalizar sus estudios en Alemania, fue comisionada por el gobierno mexicano para realizar un viaje a la Unión Soviética con el motivo de investigar sus métodos de protección infantil, en donde aprendió de sus ideas idealistas y progreso social. 
Como parte del «feminismo avanzado» de su época, fue pionera del movimiento feminista mexicano en la década de 1940 junto a Esther Chapa y María Lavalle Urbina; en este contexto, perteneció al grupo de mujeres e intelectuales que fundaron varias organizaciones en su país, entre ellas el Frente Único Pro-Derechos de la Mujer donde fue una de las personalidades más visibles junto a Chapa, Refugio García, Esperanza Balmaceda y Consuelo Uranga.
Fue nombrada jefa del Pabellón de Psiquiatría Infantil del Manicomio de La Castañeda el 8 de octubre de 1932, servicio que ella impulsó y frente al cual estaría más de 25 años.
En 1933, fundó la primera escuela destinada a la población con problemas de lento aprendizaje con la finalidad de brindar tratamientos psicopedagógicos físicos y mentales a niños provenientes de organizaciones de beneficencia o escuelas públicas. 
En 1936, junto a Ofelia Domínguez Navarro, fue la primera en proponer reformas tendientes a despenalizar el aborto en su país a través de la ponencia La Mujer y la Revolución en el Frente Socialista de Abogados, propuesta que estuvo «a la vanguardia en cuanto al debate internacional en ciernes relativo a la autodeterminación de la mujer». Además, fue una reconocida investigadora y defensora de la eugenesia y del derecho al aborto.
Fue catedrática de las Escuelas de Medicina, de Trabajo Social y de Leyes en la Universidad Nacional. También fue escritora de algunas obras. 
Matilde Rodríguez Cabo falleció en la Ciudad de México el 9 de septiembre de 1967 a causa de un infarto. 